# 第十一世噶瑪巴·耶謝多傑
依喜多傑（藏語：ཡེ་ཤེས་རྡོ་རྗེ་，威利转写：ye shes rdo rje，藏语拼音：Yeshe Dorje；1676年—1702年），亦有譯做耶謝多傑，第十一世噶瑪巴，生於藏東康地的米述，為藏传佛教噶举派最高宗教領袖。是歷代噶瑪巴最短壽者，年僅二十七歲。

## 生平
依喜多傑生於藏曆火龍年（西元1676年）藏東康地的米述。一出生便結跏趺坐，自稱噶瑪巴。年幼時期曾見到上樂金剛和諸多護法、本尊，並示現飛空盤旋。夏瑪祖古和嘉察祖古調查發現依喜多傑出生時地均和前世噶瑪巴預言一致，於是依喜多傑被帶往陽臣寺，由第七世夏瑪祖古認證為噶瑪巴轉世，隨後前往祖普寺舉行陞座大典與黑寶冠儀式。
依喜多傑自夏瑪祖古處領受了基本戒，接受第六世嘉察祖古和噶瑪聽列祖古的指導學習文獻，並從夏瑪祖古處領受了完整的密續教法與那諾六法。不久夏瑪祖古辭世，依喜多傑自雍格米固多傑和塔尚努登多傑處習得了岩藏教法。夏瑪祖古圓寂一年後，噶瑪巴於觀中見到夏瑪祖古的轉世地點，隨即自尼泊爾安排夏瑪祖古前來祖普寺。 
依喜多傑為第八世夏瑪祖古舉行了陞座大典，並將夏瑪祖古取名為帕千卻吉多竹。接著依喜多傑又預言錫度祖古將於藏曆鐵龍年轉世於阿羅地方，並將此秘密與其他教法一併授與夏瑪祖古。後來依喜多傑寄了一封自己的轉世預言信給夏瑪祖古，然後於藏曆水馬年示寂，年僅二十七歲。

## 弟子
- 第八世夏瑪祖古夏瑪帕千卻吉多竹。
- 堪千噶瑪東友
- 第五世仲巴祖古天津卻嘉。[4]